# Carmen Avram
Pour les articles homonymes, voir Avram.
Carmen Avram, née le 8 mai 1966 à Vișeu de Sus, est une femme politique roumaine.
Membre du Parti social-démocrate (PSD), elle siège au Parlement européen depuis 2019. 